# Sulawesiana
Sulawesiana is een geslacht van rechtvleugeligen uit de familie veldsprinkhanen (Acrididae). De wetenschappelijke naam van dit geslacht is voor het eerst geldig gepubliceerd in 2008 door Koçak & Kemal.

## Soorten
Het geslacht Sulawesiana  is monotypisch en omvat slechts de volgende soort:
- Sulawesiana cornutus (Ramme, 1941)